# Eden, Glodnica
Eden je naselje v Občini Glodnica v Okraju Šentvid ob Glini na Koroškem v Avstriji.